# Pneumotoxizität
Der Begriff Pneumotoxizität (von altgriechisch πνεῦμα pneúma „Hauch, Luft, Atem“ und Toxizität) steht für die giftartige Wirkung unterschiedlicher Einflüsse auf die Lunge. Es handelt sich dabei nicht nur um durch Inhalation in die Lunge gelangende Substanzen, sondern zum Beispiel auch um solche, die im Rahmen einer Strahlen- oder systemischen Therapie auf die Lunge einwirken und sie schädigen. Als Leitsymptome gelten Kurzatmigkeit oder Atemnot und trockener, unproduktiver Husten. Abzugrenzen ist die Pneumotoxizität von Lungenerkrankungen wie Infekten und Lungenembolie.
Im Rahmen einer Chemotherapie ist die Pneumotoxizität eine unerwünschte Wirkung. Klinisch kann sie dabei als (chronische) Pneumonitis und Fibrose, als Lungenödem (nicht kardial bedingt) und als Hypersensitivitätspneumonitis, die auch als exogene allergische Alveolitis bezeichnet wird, auftreten.

## Einführung
Als pneumotoxisch gelten alle schädigenden Einflüsse auf das Lungenparenchym. Dazu zählen nicht nur Medikamente und Giftstoffe, sondern auch hochenergetische Strahlung. Die Auswirkungen der jeweiligen Faktoren können zu unterschiedlichen Arten von Schädigungen der Lunge führen. Umgekehrt kann anhand vorliegender Schädigungen nicht zwingend auf eine spezifische Ursache geschlossen werden.
Häufige Auswirkung ist die Pneumonitis, eine entzündliche Veränderung des Lungengewebes. Ihre klinischen Zeichen können recht unspezifisch sein. Selbst mit moderner (In-vivo-) Diagnostik kann diese Pneumonitis frühestens dann erkannt werden, wenn die CO-Diffusionskapazität der Lunge messbar verringert ist. Therapeutisch werden meistens Corticosteroide empfohlen.
Mittel- oder langfristig können pneumotoxische Substanzen morphologischen Veränderungen der Lunge bewirken, die zur Widerstandserhöhung im Lungenkreislauf und damit zur pulmonalen Hypertonie führen. Im Gefolge wird der rechte Herzventrikel drucküberlastet und es kommt zum Cor pulmonale.

## Auswirkungen der Pneumotoxizität nach Ursachen

### Medikamente
Unerwünschte Wirkungen an der Lunge sind von mehr als 350 Medikamenten bekannt. Die klinischen Erscheinungen können dabei völlig unterschiedlich sein, in Verdachtsfällen ist daher eine weitere Diagnostik (Lungenfunktionsprüfung mit Diffusionskapazitätsbestimmung, Röntgenbild der Lunge, Computertomogramm und Bronchoskopie mit bronchoalveolärer Lavage) angezeigt. Da ein Medikament zu verschiedenen Veränderungen der Lunge führen und umgekehrt spezifische Veränderungen auch auf mehrere Medikamente zurückgeführt werden können, ist die explizite, sichere Zuordnung von krankhaften Prozessen zu einer bestimmten Substanz in der Regel schwierig. Therapeutisch wird daher neben der Gabe von Kortikosteroiden (sofern notwendig) empfohlen, alle möglicherweise pneumotoxischen Mittel (sofern irgend möglich) abzusetzen.

### Chemotherapie
Pneumotoxizität stellt eine bekannte Problematik im Rahmen der Behandlung von Tumorleiden mittels Chemotherapie dar. Dabei zeigen sich ihre Auswirkungen oft nicht sofort während der Behandlung, sondern auch bis zu einem Jahr später.
Viele im Rahmen einer Chemotherapie eingesetzten Cytostatika führen zu einer chronischen Pneumonitis, die klinisch wie eine Allgemeininfektion mit unproduktivem Husten und Kurzatmigkeit bei Belastung imponiert. Im Röntgenbild der Lunge zeigen sich dabei alveoläre oder auch retikuläre Infiltrate. Auch die Hypersensitivitätspneumonitis (z. B. durch Methotrexat oder Bleomycin) imponiert klinisch eher unspezifisch durch Muskelschmerzen, unproduktiven Husten, Fieber und Kurzatmigkeit, wobei röntgenologisch Pleuraergüsse und Infiltrationen beider Lungenwurzeln sowie im Blutbild eine Eosinophilie typisch sind. In beiden Fällen ist die Latenzzeit zwischen Therapie und Auftreten der Erscheinung kurz. Nach Methotrexatgabe können typischerweise ebenfalls ein Lungenödem ohne kardiale Ursache und nach Bleomycingabe ein Atemnotsyndrom beobachtet werden.

### Strahlentherapie
Die Pneumotoxizität infolge Strahlentherapie wird auch als radiogene Pneumopathie bezeichnet. Sie ist eine direkte Reaktion des Lungengewebes auf die Strahlen. Im klassischen Falle beginnt sie mit einer Pneumonitis aus der sich dann später eine Lungenfibrose entwickelt, oder aber (seltener) auch wieder vollständig zurückbildet. Seltener treten dabei eine Hypersensitivitätspneumonitis, eine Bronchusstenose, oder eine Bronchiolitis obliterans mit organisierender Pneumonie und ein Extremfällen ein lebensbedrohliches Atemnotsyndrom oder ein Rechtherzversagen auf.
Die Pneumonitis tritt bis zu zwölf Wochen nach der Behandlung begleitet von unspezifischen Symptomen wie trockenem Husten, Krankheitsgefühl und Kurzatmigkeit auf. Insbesondere bei Superinfektionen kann es auch zu ausgeprägten Fieberschüben kommen. Auch bei unauffälligem klinischen Lungenbefund kann als erstes Zeichen bereits die CO-Diffusionskapazität erniedrigt sein (Lungenfunktionsprüfung). Als weiterführende Untersuchungen können Röntgenbild der Lunge, Computertomogramm und Bronchoskopie (mit bronchoalveolärer Lavage) angezeigt sein. Typisch sind dabei (Strahlendosis über 40 Gy) radiologische Veränderungen im Bestrahlungsgebiet. Histologisch zeigt diese Pneumonitis das Bild einer interstitiellen Pneumonie, die sie sich aus einer direkten Schädigung der Endothelzellen sowie der Pneumozyten II entwickelt.

### Pflanzengifte
In der Veterinärmedizin spielt die Pneumotoxizität von Pflanzengiften insbesondere auch bei Weidetieren eine Rolle. So wirkt die Schwarznessel pneumotoxisch und führt gelegentlich bei Weidevieh zum Tode.

### Inhalation
Auch die Inhalation bestimmter Substanzen kann pneumotoxisch wirken. So ist beispielsweise die Giftwirkung bestimmter Fluorcarbonverbindungen in Leder- und Textilimprägnierungssprays bekannt. Auch bei Schleifprozessen anfallender cobalt- oder wolframhaltiger Metallstaub kann zu Pneumonitis, Fibrose und Atemnot führen.